# Issoudun-Létrieix
Issoudun-Létrieix ist eine Gemeinde im Zentralmassiv in Frankreich. Sie gehört zur Region Nouvelle-Aquitaine, zum Département Creuse, zum Arrondissement Aubusson und zum Kanton Gouzon. Sie grenzt im Nordwesten an Saint-Pardoux-les-Cards, im Norden an Chénérailles, im Nordosten an Saint-Chabrais, im Osten an Peyrat-la-Nonière, im Südosten an Puy-Malsignat, im Süden an Saint-Médard-la-Rochette und im Südwesten an Saint-Martial-le-Mont. Die Bewohner nennen sich Issoldunois oder Issoldunoises.

## Sehenswürdigkeiten

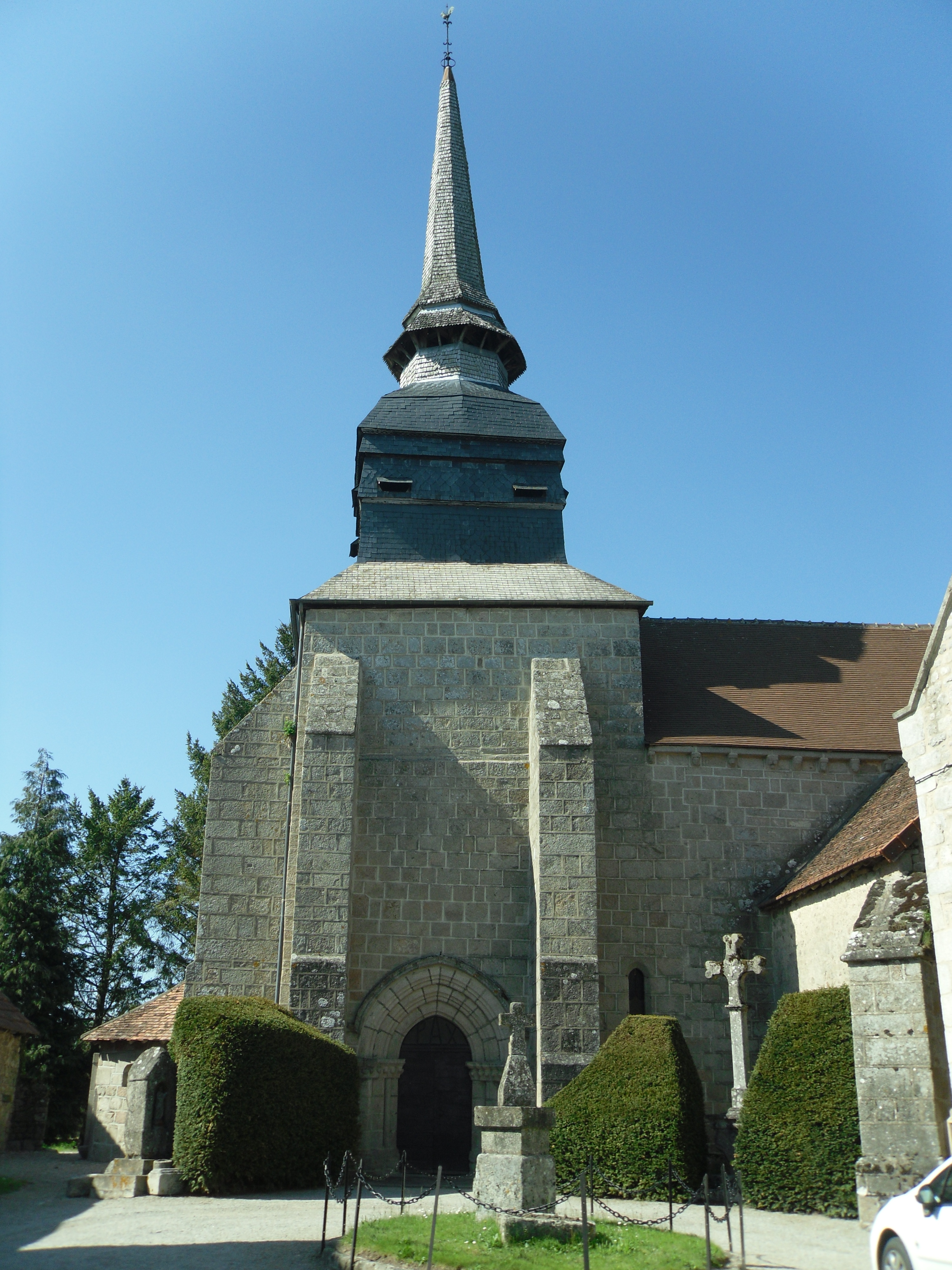
Kirche Saint-Étienne

- Kirche Saint-Étienne

## Bevölkerungsentwicklung
| Jahr      | 1962 | 1968 | 1975 | 1982 | 1990 | 1999 | 2008 | 2013 |
| --------- | ---- | ---- | ---- | ---- | ---- | ---- | ---- | ---- |
| Einwohner | 503  | 452  | 387  | 341  | 287  | 277  | 297  | 306  |